# 2. Tennis-Bundesliga (Damen) 2010
Die 2. Tennis-Bundesliga der Damen wurde 2010 zum 12. Mal ausgetragen. Sie wurde 2010 erstmals in einer einzigen Gruppe ausgetragen.

## Spieltage und Mannschaften
| Spieltage                                                       |
| --------------------------------------------------------------- |
| 1. Spieltag: So., 16. Mai 2010, 11:00 Uhr                       |
| 2. Spieltag: Sa., 22. Mai 2010, 11:00 Uhr, 12:00 Uhr, 13:00 Uhr |
| 3. Spieltag: Mo., 24. Mai 2010, 11:00 Uhr                       |
| 4. Spieltag: So., 30. Mai 2010, 11:00 Uhr                       |
| 5. Spieltag: So., 13. Juni 2010, 11:00 Uhr                      |
| 6. Spieltag: So., 27. Juni 2010, 11:00 Uhr                      |
| 7. Spieltag: So., 11. Juli 2010, 11:00 Uhr                      |

| Mannschaft                |
| ------------------------- |
| Der Club an der Alster    |
| ETuF Essen                |
| Ratinger TC Grün-Weiß     |
| Ski-Club Ettlingen        |
| TC 1899 Blau-Weiss Berlin |
| TC Augsburg Siebentisch   |
| TC GW Luitpoldpark        |
| TC Rot-Weiß Wahlstedt     |

## Abschlusstabelle
|     | Mannschaft                | Begegnungen | Punkte | Matches | Sätze  | Spiele  |
| --- | ------------------------- | ----------- | ------ | ------- | ------ | ------- |
| 01. | TC Rot-Weiß Wahlstedt     | 7           | 12:2   | 50:13   | 102:36 | 681:432 |
| 02. | TC 1899 Blau-Weiss Berlin | 7           | 12:2   | 44:19   | 96:44  | 676:457 |
| 03. | ETuF Essen                | 7           | 12:2   | 34:29   | 84:69  | 611:550 |
| 04. | Ratinger TC Grün-Weiß     | 7           | 6:8    | 29:34   | 68:73  | 566:557 |
| 05. | TC Augsburg Siebentisch   | 7           | 6:8    | 28:35   | 62:82  | 500:592 |
| 06. | Ski-Club Ettlingen        | 7           | 6:8    | 25:38   | 57:88  | 484:631 |
| 07. | TC GW Luitpoldpark        | 7           | 2:12   | 25:38   | 62:83  | 512:613 |
| 08. | Der Club an der Alster    | 7           | 0:14   | 17:46   | 45:101 | 466:673 |

## Mannschaftskader
| Pos. | Name                  |
| ---- | --------------------- |
| 1    | Nicole Clerico        |
| 2    | Lisa Sabino           |
| 3    | Irina Kuzmina         |
| 4    | Carina Witthöft       |
| 5    | Gitte Möller          |
| 6    | Linda Berlinecke      |
| 7    | Jennifer Witthöft     |
| 8    | Nina Wellnitz         |
| 9    | Karoline Grymel       |
| 10   | Silvia Tornier        |
| 11   | Claudia Hoffmann-Timm |
| 12   | Saskia Monien         |
| 13   | Julia Härtner         |
| 14   | Lena Rybak            |
| 15   | Lorraine Larbig       |
| 16   | Cathrin Sieke         |

| Pos. | Name                   |
| ---- | ---------------------- |
| 1    | Jelena Tschalowa       |
| 2    | Darija Jurak           |
| 3    | Angelika Roesch        |
| 4    | Angelique van der Meet |
| 5    | Franziska Etzel        |
| 6    | Imke Küsgen            |
| 7    | Bernice van de Velde   |
| 8    | Katharina Jacob        |
| 9    | Kristina Rendl         |
| 10   | Zita Engbroks          |
| 11   | Alexandra Stückradt    |
| 12   | Claudia Wilim          |
| 13   |                        |
| 14   |                        |
| 15   |                        |
| 16   |                        |

| Pos. | Name                    |
| ---- | ----------------------- |
| 1    | Andrea Petković         |
| 2    | Kazjaryna Dsehalewitsch |
| 3    | Eva Hrdinová            |
| 4    | Veronica Spiegel        |
| 5    | Olga Kalyuzhnaya        |
| 6    | Daniëlle Harmsen        |
| 7    | Olga Brózda             |
| 8    | Elise Tamaela           |
| 9    | Caroline Maes           |
| 10   | Deborah Danz            |
| 11   | Kim Kilsdonk            |
| 12   | Natalie Pröse           |
| 13   | Sabrina Kruchen         |
| 14   | Sandra Spadzinski       |
| 15   | Sabine Schneider        |
| 16   | Alina Günther           |

| Pos. | Name                |
| ---- | ------------------- |
| 1    | Sandra Záhlavová    |
| 2    | Andrea Hlaváčková   |
| 3    | Darina Sedenková    |
| 4    | Svenja Weidemann    |
| 5    | Mia Buric           |
| 6    | Bianca Koch         |
| 7    | Tanja Hirschauer    |
| 8    | Denise Höfer        |
| 9    | Julia Biffar        |
| 10   | Carmen Smolka       |
| 11   | Julia Bauer         |
| 12   | Selina Scheffer     |
| 13   | Elba Zipfel         |
| 14   | Sarah Weschenfelder |
| 15   | Bonnie Kunzmann     |
| 16   | Lea Müller          |

| Pos. | Name                        |
| ---- | --------------------------- |
| 1    | Nina Olegowna Brattschikowa |
| 2    | Margit Rüütel               |
| 3    | Ágnes Szatmári              |
| 4    | Květa Peschke               |
| 5    | Joanna Sakowicz-Kostecka    |
| 6    | Libuše Průšová              |
| 7    | Vivien Weber                |
| 8    | Syna Schreiber              |
| 9    | Anna Livadaru               |
| 10   | Katarzyna Kawa              |
| 11   | Saskia Kohlhaas             |
| 12   | Kim Niggemeyer              |
| 13   | Isabel Bloy                 |
| 14   | Sophie Engelhardt           |
| 15   | Jill Sedlaschek             |
| 16   |                             |

| Pos. | Name                |
| ---- | ------------------- |
| 1    | Francesca Schiavone |
| 2    | Petra Kvitová       |
| 3    | Maria Elena Camerin |
| 4    | Michaela Pochabová  |
| 5    | Tadeja Majerič      |
| 6    | Michaela Paštiková  |
| 7    | Ana Timotić         |
| 8    | Alice Balducci      |
| 9    | Caroline Nothnagel  |
| 10   | Laura dell' Angelo  |
| 11   | Sophie Lohscheid    |
| 12   | Isabella Reibmayr   |
| 13   | Amelie Paclik       |
| 14   | Verena Schweyer     |
| 15   | Sarah Kundinger     |
| 16   | Marion Geber        |

| Pos. | Name                |
| ---- | ------------------- |
| 1    | Angelika Bachmann   |
| 2    | Carmen Klaschka     |
| 3    | Lena-Marie Hofmann  |
| 4    | Petra Russegger     |
| 5    | Kristina Steiert    |
| 6    | Barbara Rittner     |
| 7    | Lisa Summerer       |
| 8    | Eva-Maria Hoch      |
| 9    | Julia Thiem         |
| 10   | Julija Stamatowa    |
| 11   | Katharina Bräutigam |
| 12   | Jennifer Klaschka   |
| 13   | Katrin Baumann      |
| 14   | Orsi Birkas         |
| 15   | Christina Rein      |
| 16   | Nicole Langer       |

| Pos. | Name                   |
| ---- | ---------------------- |
| 1    | Romina Oprandi         |
| 2    | Mona Barthel           |
| 3    | Anastassija Wassyljewa |
| 4    | Sandra Martinovic      |
| 5    | Elena Bogdan           |
| 6    | Anne Schäfer           |
| 7    | Lydia Steinbach        |
| 8    | Julia Paetow           |
| 9    | Inna Kuzmenko          |
| 10   | Andreea Mitu           |
| 11   | Mara Nowak             |
| 12   | Katharina Brown        |
| 13   | Katharina Holert       |
| 14   | Vivian Hansen          |
| 15   | Luise Intert           |
| 16   | Amelie Intert          |

## Ergebnisse
| Datum/Uhrzeit      | Heimmannschaft            | Gastmannschaft            | Matches | Sätze | Spiele |
| ------------------ | ------------------------- | ------------------------- | ------- | ----- | ------ |
| So. 16. Mai 11:00  | TC GW Luitpoldpark        | Ratinger TC Grün-Weiss    | 3:6     | 8:13  | 73:98  |
| So. 16. Mai 11:00  | ETuF Essen                | TC Rot-Weiß Wahlstedt     | 2:7     | 7:14  | 77:97  |
| So. 16. Mai 11:00  | Ski-Club Ettlingen        | TC 1899 Blau-Weiss Berlin | 2:7     | 5:15  | 57:98  |
| So. 16. Mai 11:00  | TC Augsburg Siebentisch   | Der Club an der Alster    | 6:3     | 13:9  | 92:77  |
| Sa. 22. Mai 11:00  | TC Rot-Weiß Wahlstedt     | TC GW Luitpoldpark        | 6:3     | 12:6  | 99:55  |
| Sa. 22. Mai 11:00  | Der Club an der Alster    | ETuF Essen                | 4:5     | 10:13 | 81:87  |
| Sa. 22. Mai 12:00  | TC 1899 Blau-Weiss Berlin | TC Augsburg Siebentisch   | 9:0     | 18:0  | 109:39 |
| Sa. 22. Mai 13:00  | Ski-Club Ettlingen        | Ratinger TC Grün-Weiss    | 5:4     | 10:9  | 76:79  |
| Mo. 24. Mai 11:00  | TC Rot-Weiß Wahlstedt     | Der Club an der Alster    | 9:0     | 18:0  | 109:47 |
| Mo. 24. Mai 11:00  | Ratinger TC Grün-Weiss    | ETuF Essen                | 3:6     | 9:13  | 82:88  |
| Mo. 24. Mai 11:00  | TC GW Luitpoldpark        | TC 1899 Blau-Weiss Berlin | 2:7     | 6:15  | 70:103 |
| Mo. 24. Mai 11:00  | TC Augsburg Siebentisch   | Ski-Club Ettlingen        | 8:1     | 17:4  | 109:59 |
| So. 30. Mai 11:00  | Ski-Club Ettlingen        | Der Club an der Alster    | 7:2     | 16:5  | 100:57 |
| So. 30. Mai 11:00  | TC Augsburg Siebentisch   | TC Rot-Weiß Wahlstedt     | 2:7     | 7:15  | 64:92  |
| So. 30. Mai 11:00  | TC 1899 Blau-Weiss Berlin | Ratinger TC Grün-Weiss    | 5:4     | 10:10 | 81:88  |
| So. 30. Mai 11:00  | ETuF Essen                | TC GW Luitpoldpark        | 5:4     | 12:10 | 88:79  |
| So. 13. Juni 11:00 | Ratinger TC Grün-Weiss    | TC Augsburg Siebentisch   | 6:3     | 13:6  | 88:55  |
| So. 13. Juni 11:00 | TC 1899 Blau-Weiss Berlin | ETuF Essen                | 4:5     | 10:10 | 84:77  |
| So. 13. Juni 11:00 | TC Rot-Weiß Wahlstedt     | Ski-Club Ettlingen        | 8:1     | 17:2  | 107:52 |
| So. 13. Juni 11:00 | Der Club an der Alser     | TC GW Luitpoldpark        | 3:6     | 8:13  | 71:90  |
| So. 27. Juni 11:00 | TC Rot-Weiß Wahlstedt     | Ratinger TC Grün-Weiss    | 9:0     | 18:1  | 106:39 |
| So. 27. Juni 11:00 | TC GW Luitpoldpark        | Ski-Club Ettlingen        | 3:6     | 10:12 | 85:76  |
| So. 27. Juni 11:00 | ETuF Essen                | TC Augsburg Siebentisch   | 5:4     | 14:8  | 98:63  |
| So. 27. Juni 11:00 | Der Club an der Alster    | TC 1899 Blau-Weiss Berlin | 2:7     | 5:15  | 55:103 |
| So. 11. Juli 11:00 | TC 1899 Blau-Weiss Berlin | TC Rot-Weiß Wahlstedt     | 5:4     | 13:8  | 98:71  |
| So. 11. Juli 11:00 | TC Augsburg Siebentisch   | TC GW Luitpoldpark        | 5:4     | 11:9  | 78:69  |
| So. 11. Juli 11:00 | Ski-Club Ettlingen        | ETuF Essen                | 3:6     | 8:15  | 64:96  |
| So. 11. Juli 11:00 | Ratinger TC Grün-Weiss    | Der Club an der Alser     | 6:3     | 13:8  | 92:78  |